# یواس‌اس یانکی (۱۸۹۲)
یواس‌اس یانکی (۱۸۹۲) (به انگلیسی: USS Yankee (1892)) یک کشتی بود که طول آن ۴۰۶ فوت ۱٫۵ اینچ (۱۲۳٫۷۸۷ متر) بود. این کشتی در سال ۱۸۹۲ ساخته شد.